# Bupalus costimaculata
Bupalus costimaculata là một loài bướm đêm trong họ Geometridae.